# Aşağı Pınar
Koordinaten: 41° 43′ 18″ N, 27° 13′ 31″ O
Aşağı Pınar ist eine mehrschichtige Siedlung am Südostrand der Provinzhauptstadt Kırklareli in Ostthrakien, Türkei.
Die materielle Kultur des Fundortes zeigt europäische wie anatolische Elemente und ist dort für den Zeitraum von 6.200 bis 4.750 v. Chr. nachvollziehbar. Die jüngsten Schichten gehören dem anatolischen Frühchalkolithikum an, was dem Mittel- und Spätneolithikum auf dem Balkan entspricht, die ältesten dem südosteuropäischen Frühneolithikum (bzw. Spätneolithikum in Nordwestanatolien).
Darüber befand sich eine Schicht, in welcher mehrere Räume in einem Halbkreis um eine Quelle angeordnet waren. Hinsichtlich ihrer Lehmflechtwerkbauweise sind sie vergleichbar mit Ilıpınar, während die bemalte Keramik an die Karanovo II-Kultur erinnert. Es kommt jedoch auch ritz- und stempelverzierte Keramik mit Parallelen in Can Hasan vor.
Der Übergang zur folgenden Schicht ist in Europa als Übergang zur Vinča-Kultur charakterisiert. Da in Aşağı Pınar sowohl deren charakteristische, schwarze Keramik als auch die Keramik der vorausgehenden Karanovo I/II-Sesklo-Starčevo-Keramik vorkommt, wird deutlich, dass dieser Kulturwandel sich nur allmählich vollzog. Von da an wurden die anatolischen Elemente in Aşağı Pınar zunehmend von europäischen verdrängt.